# Mandevilla mollissima
Mandevilla mollissima är en oleanderväxtart som först beskrevs av Carl Sigismund Kunth, och fick sitt nu gällande namn av Karl Moritz Schumann. Mandevilla mollissima ingår i släktet Mandevilla och familjen oleanderväxter. Inga underarter finns listade i Catalogue of Life.